# جيم سكوت (سياسي أسترالي)
جيم سكوت (بالإنجليزية: Jim Scott)‏ هو سياسي أسترالي، ولد في 16 نوفمبر 1946.